# Вернер I (граф Габсбург)
Вернер I (нем. Werner I.; 1025 — 11 ноября 1096) — граф Габсбург, представитель дома Габсбургов, сын Радбота, графа Габсбург, и Иды.

## Биография

### Правление
Отец Вернера Радбот скончался в 1045 году. Его сыновья Вернер I, Оттон I и Альбрехт I поделили между собой графство Габсбург и другие владения. Все трое носили титул графов Габсбург. Вернер I был младшим, однако о его братьях сохранилось значительно меньше упоминаний. Около 1055 года или ранее Оттон был убит, а Альбрехт скончался еще до этого.

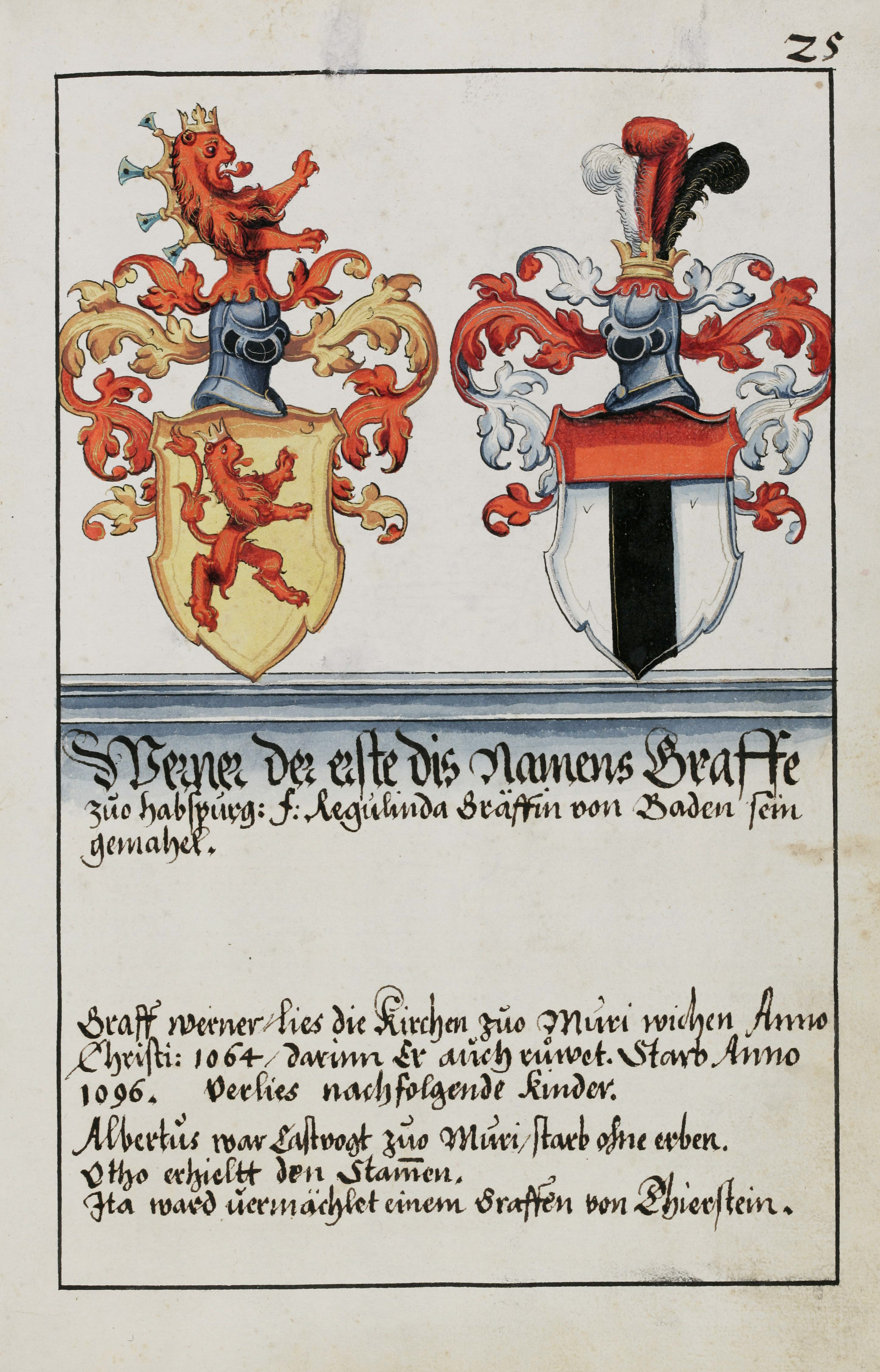
Гербы Вернера I и Регинлинды

В 1076—1080 годах Вернер поддержал папу римского Григория VII и герцога Швабии Рудольфа Рейнфельденского в их борьбе с императором Священной Римской империи Генрихом IV, а затем против избрания Климента III антипапой.
В 1082 году Вернер отрёкся от графства Габсбург в пользу своих сыновей Оттона II и Альбрехта II, разделивших графство между собой, а сам стал управлять аббатством в Мури, где с помощью монахов из монастыря в Санкт-Блазене реформировал старые монастырские обычаи.
Вернер скончался через четырнадцать лет после отречения от власти, в 1096 году.

### Брак и дети
Жена: Регинлинда, графиня Баден.
- Оттон II (убит 8 ноября 1111, Баденхайм; похоронен в аббатстве Мури) — граф Габсбург с 1082
- Альбрехт II (умер 14 июля 1140) — граф Габсбург с 1082